# Vůdcův palác

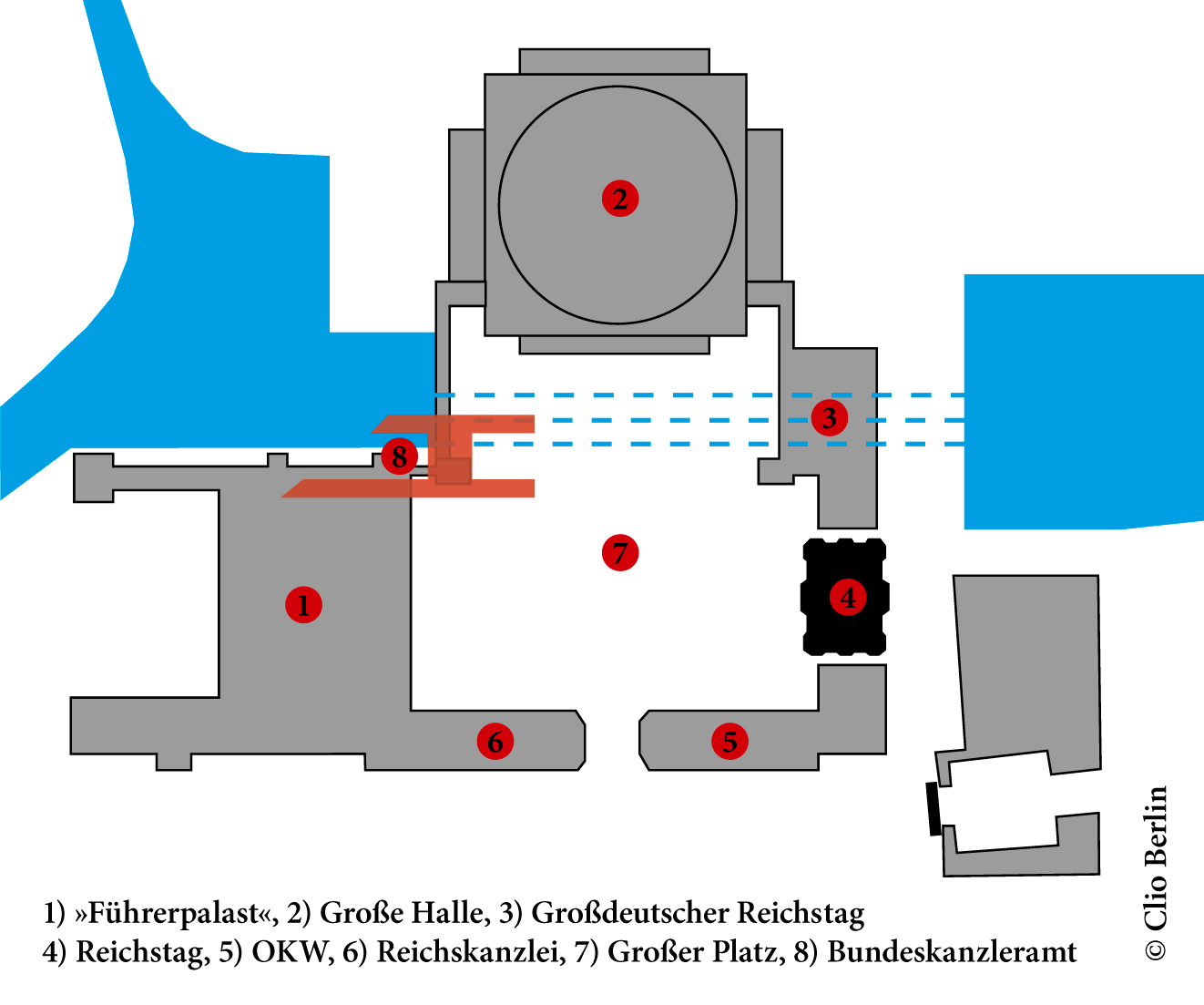
Návrh Hitlerova náměstí (Adolf-Hitler-Platz) s Vůdcovým palácem

Vůdcův palác (německy Führerpalast) byla oficiální rezidence, kterou pro Adolfa Hitlera a jeho nástupce naplánoval architekt Albert Speer. Byl součástí plánů na přebudování Berlína na „Welthauptstadt Germania“. Dochovaly se modelové fotografie, výkresy a půdorysy plánů paláce.
Vůdcův palác byl plánován jako trojkřídlý komplex. Speerova architektonická koncepce vycházela z barokních palácových staveb. V severním křídle mělo být umístěno divadlo se 400 sedadly. Pro jižní křídlo paláce navrhl Speer 504 metrů dlouhou řadu místností vedoucí od vstupu do říšského kancléřství až po Hitlerovu pracovnu. V návrhu křídla Speer použil barokní enfiládu. Speer a Hitler chtěli především předvést moc Třetí Říše a architektonicky ztvárnit nárok Vůdce na světovládu. Budova měla navenek představovat typickou nacistickou monumentalistickou stavbu.